# Бланес, Хуан Мануэль

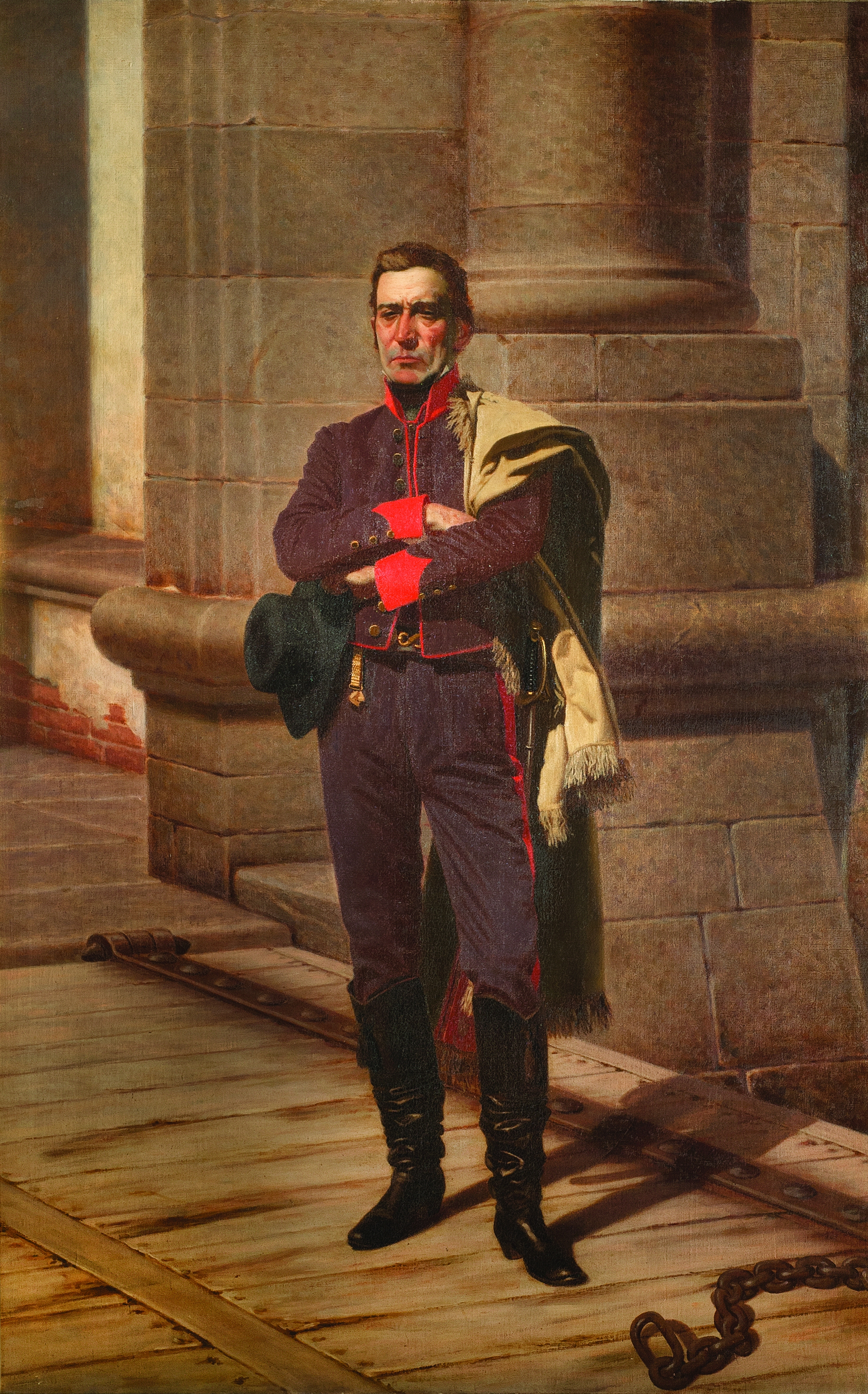
Портрет Хосе Артигаса

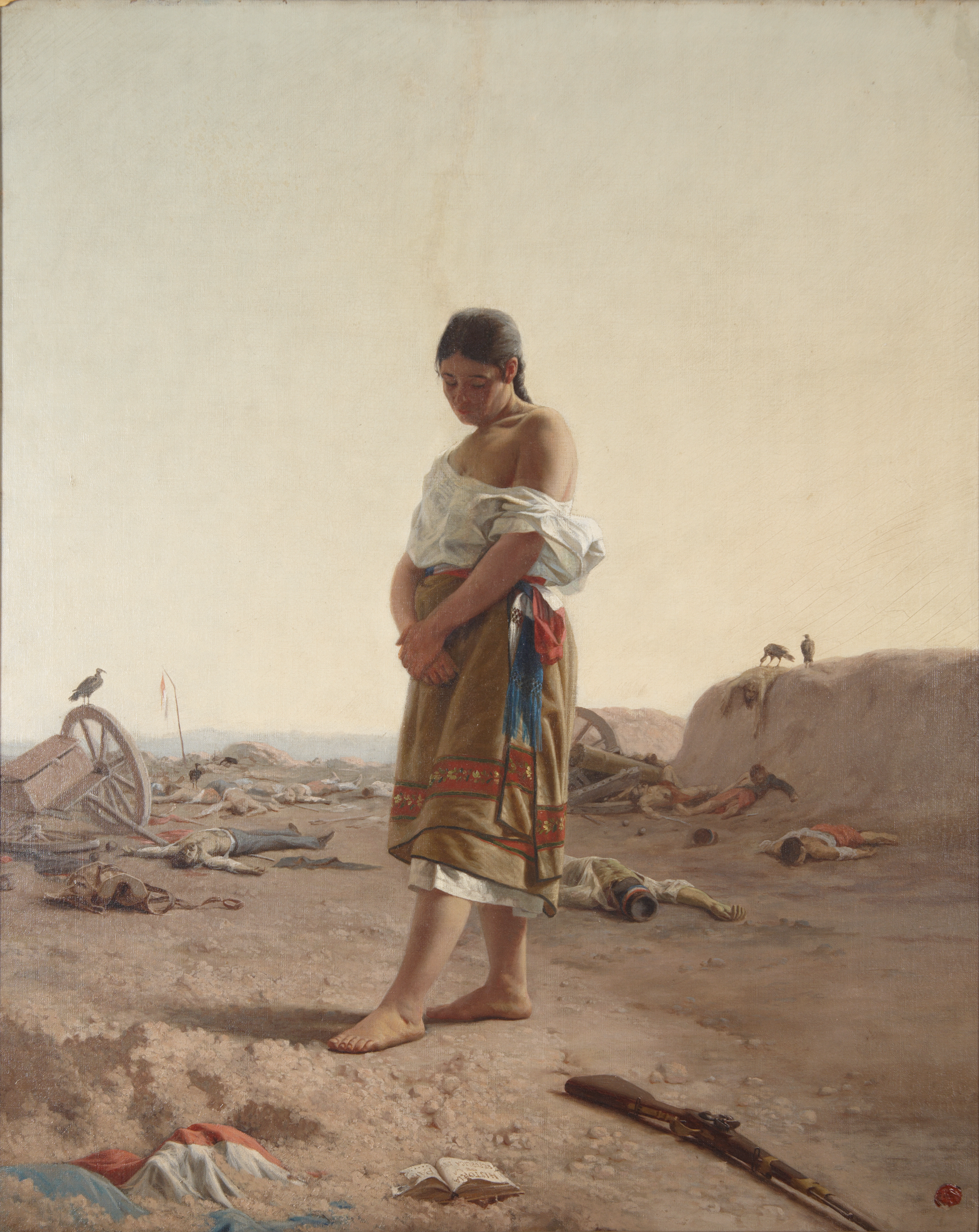
Парагвайка, 1879

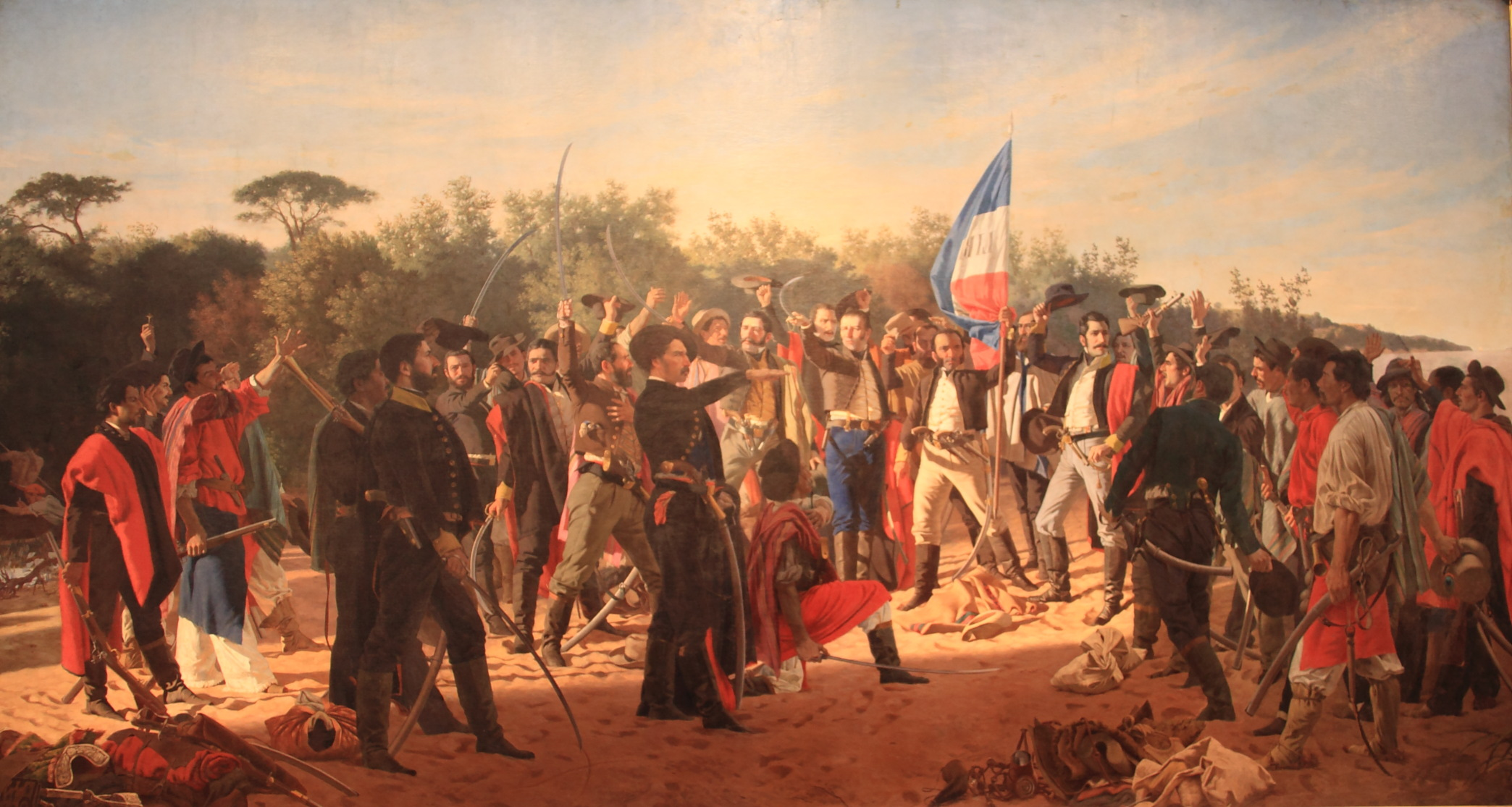
«Клятва тридцати трёх уругвайцев», 1878

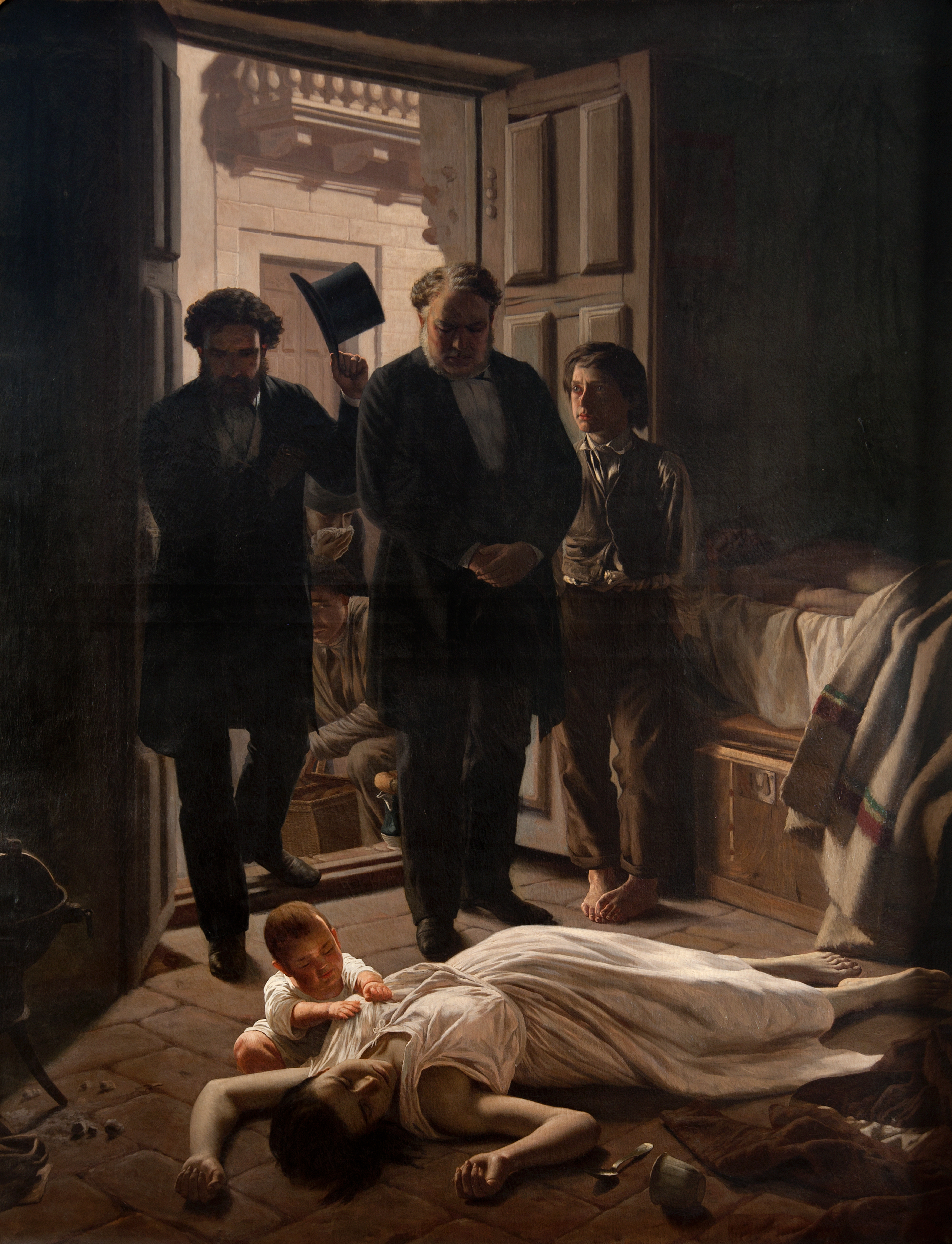
Эпизод эпидемии жёлтой лихорадки в Буэнос-Айресе, 1871

Хуа́н Мануэ́ль Бла́нес (исп.  Juan Manuel Blanes; 8 июня 1830, Монтевидео, Уругвай — 15 апреля 1901, Пиза, Италия) — уругвайский художник. Основоположник реалистической школы живописи Уругвая.

## Жизнь и творчество
Хуан Мануэль Бланес родился в Монтевидео в семье Педро Бланеса Мендосы. Хуан был третьим из шестерых детей, его старший брат, Григорио, поддерживал семью материально.
В 1844 году выполнил свой первый получивший известность рисунок, на котором была изображена британская шхуна «Коммодор Первис» в бухте Монтевидео.
При осаде Монтевидео мать перевезла семью в лагерь осаждающих, где они и пребывали до завершения осады, а его отец остался в Монтевидео, где и умер в 1848 году.
После возвращения в Монтевидео начал работать художником-иллюстратором в ежедневной газете «El Defensor», также продолжая заниматься акварелью, что приносит ему дополнительные заработки, а уже в 1854 году открыл свою первую мастерскую.
После женитьбы на Марии Линари в 1855 году переселился в Сальто, где стал работать в качестве художника-портретиста. В 1857 году семья переехала в соседнюю Аргентину (через реку Уругвай), в город Консепсьон-дель-Уругвай, где Бланес получил заказ от президента Аргентины Хусто Хосе де Уркисы на выполнение ряда портретов, пейзажей и аллегорий, чтобы украсить находящийся поблизости Дворец Сан-Хосе. Вернувшись в Монтевидео в 1861 году, талантливый художник получил стипендию от уругвайского правительства, которая позволила ему поехать учиться в Италию вместе со своей семьей. Во Флоренции он учился у Антонио Цисери до 1864 года.
По возвращении в Южную Америку Бланес становится наиболее востребованных портретистов Уругвая. В 1871 году вспышка эпидемии жёлтой лихорадки в Буэнос-Айресе вдохновила его на первую известную работу. Его портрет генерала Хосе де Сан-Мартина, героя войны за независимость Аргентины, также имел успех в Буэнос-Айресе.
Вернувшись в Уругвай, Бланес написал картину «Клятва тридцати трёх уругвайцев», знаковую работу из истории Уругвая. В 1877 году Бланес второй раз побывал во Флоренции, где он завершил картину «Битва у Саранди», на которой изобразил еще одну веху в истории Уругвая. Эти работы, однако, не вызвали того интереса в Италии, на который он рассчитывал и Бланес вернулся в Монтевидео в начале 1880-х годов.
На родине Бланес возобновил свою работу как портретист, так он оставался популярным среди местного дворянства. Среди наиболее заметных был портрет президента Максимо Сантоса, который он выполнил по заказу друзей правителя. Наиболее известной работой позднего периода творчества стал, однако, портрет национального героя Уругвая Хосе Артигаса.
Последние годы жизни Бланеса были омрачены личной трагедией, вначале в Италии в результате несчастного случая погибает его сын Хуан Луис, затем бесследно исчезает его второй сын Никанор. В 1899 году Бланес отправился в Пизу, где он надеялся отыскать следы своего пропавшего сына. В этом городе Хуан Мануэль Бланес скончался 15 апреля 1901 года. Его прах был позже перевезён в Монтевидео и похоронен на 29 июня того же года.

## Наследие
Именем Хуана Мануэля Бланеса назван Муниципальный музей изящных искусств, который расположен в парке Прадо столицы Уругвая Монтевидео. Этот музей специализируется на истории искусства и здесь в постоянной экспозиции находится большая часть работ художника. Многие из его самых известных работ также находятся в Национальном музее изобразительных искусств. Статуя Хосе Артигаса на основе портрета работы Бланеса была отлита в бронзе в Уругвае во время Второй мировой войны в качестве подарка Соединенным Штатам.